# Ганс-Юрген Лаутербах-Емден
Ганс-Юрген Лаутербах-Емден (нім. Hans-Jürgen Lauterbach-Emden; 20 травня 1919, Нойбранденбург — 6 червня 1996, Гамбург) — німецький офіцер-підводник, капітан-лейтенант крігсмаріне. Кавалер Німецького хреста в золоті.

## Біографія
3 квітня 1937 року вступив на флот. З жовтня 1939 року — вахтовий офіцер на есмінці «Еріх Штайнбрінк». З листопада 1940 по квітень 1941 року пройшов курс підводника. В квітні-жовтні 1941 року — офіцер роти 1-ї навчальної дивізії підводних човнів. З 26 листопада 1941 року — 1-й вахтовий офіцер на підводному човні U-174. У вересні-жовтні 1942 року пройшов курс командира човна. В жовтні-грудні 1942 року — 1-й вахтовий офіцер на U-511. З 24 лютого 1943 по 9 травня 1945 року — командир U-539.
Всього за час бойових дій потопив 1 корабель водотоннажністю 1517 тонн і пошкодив 2 кораблі загальною водотоннажністю 12 896 тонн.
| Дата           | Назва корабля            | Тип               | Тоннаж | Вантаж                | Екіпаж | Загинули | Країна     |
| -------------- | ------------------------ | ----------------- | ------ | --------------------- | ------ | -------- | ---------- |
| 5 червня 1944  | Pillory                  | Торговий пароплав | 1,517  | Баласт                | 47     | 25       | Панама     |
| 11 червня 1944 | Casandra (пошкоджений)   | Паровий танкер    | 2,701  | 3215 тонн сирої нафти | 36     | 0        | Нідерланди |
| 4 липня 1944   | Kittanning (пошкоджений) | Турбінний танкер  | 10,195 | Баласт (вода)         | 74     | 0        | США        |

## Звання
- Кандидат в офіцери (3 квітня 1937)
- Морський кадет (21 вересня 1937)
- Фенріх-цур-зее (1 травня 1938)
- Оберфенріх-цур-зее (1 липня 1939)
- Лейтенант-цур-зее (1 серпня 1939)
- Оберлейтенант-цур-зее (1 вересня 1941)
- Капітан-лейтенант (1 березня 1944)

## Нагороди
- Залізний хрест
  - 2-го класу (15 грудня 1939)
  - 1-го класу (жовтень 1943)
- Нагрудний знак есмінця (19 жовтня 1940)
- Нагрудний знак підводника (листопад 1942)
- Німецький хрест в золоті (20 вересня 1944)